# آکسیکسا دو توکانتینس
آکسیکسا دو توکانتینس (به پرتغالی: Axixá do Tocantins) یک منطقهٔ مسکونی در برزیل است که در توکانتینس واقع شده‌است. آکسیکسا دو توکانتینس ۱۵۰٫۲۱۴ کیلومتر مربع مساحت و ۹٬۷۸۷ نفر جمعیت دارد و ۲۱۰ متر بالاتر از سطح دریا واقع شده‌است.